# (36096) 1999 RU110
1999 RU110 (asteroide 36096) é um asteroide da cintura principal. Possui uma excentricidade de 0.03954420 e uma inclinação de 15.02365º.
Este asteroide foi descoberto no dia 8 de setembro de 1999 por LINEAR em Socorro.